# Керкенез
Керкенезът (Falco tinnunculus), наричан още и черношипа ветрушка, е птица от семейство Соколови (Falconidae), срещаща се и в България. Размахът на крилете му е около 75 cm. Има изявен полов диморфизъм, като мъжкият е със сива глава и ръждиви, изпъстрени с тъмни петънца криле, а женската – еднообразно кафеникава, изпъстрена с по-тъмни петънца.

## Разпространение и биотоп
Широко разпространен в Европа, Азия и Африка вид, но с ниска плътност на популацията. Само в най-северните райони е прелетен, а в останалите части може да бъде видян целогодишно. Предпочита открити местности и избягва гъсти и затворени гори. Често може да се види да лети над поляни, ниви и ливади. Понякога се среща в градска среда.

## Начин на живот и хранене
Ловува на земята и на открито, като оглежда местността под себе си, задържайки се на едно място във въздуха с бързи трептения на крилете, което го прави лесно разпознаваем от голямо разстояние. Единствената птица, която се опитва да го имитира е обикновеният мишелов. Когато забележи плячката си, керкенезът започва да се спуска бързо и в последните метри пикира с почти прибрани криле. В размножителния период по време на лов, двойката се издига и се рее на стотици метри над полето, като това представлява „любовната игра“. Храни се основно с едри скакалци, мишки, гущери, жаби, млади птици, възрастни чучулиги, врабчета и други, които успее да изненада. Най-едрите животни, които напада, са невестулка, хомяк, кос и пъдпъдък. Понякога напада от засада от дърво, като много рядко преследва птици в полет и обикновено тези преследвания завършват без успех. Плячката си убива както повечето соколи – с един удар с клюна във врата.

## Размножаване
Гнезди най-често в изоставени гнезда на врани, свраки или други сравнително едри птици. Понякога в градовете гнезди по високи сгради, като избира обикновено отвор в стена, защитен от вятъра. Започва да снася в края на април и май. Яйцата са с ръждив цвят, изпъстрени нагъсто с по-тъмни и много дребни петънца, обикновено 4-5 на брой. Мъти в продължение на 28-30 дни само женската, като мъжкият я храни през това време. Ако не успее да осигури достатъчно храна, женската прекъсва мътенето, като това представлява ефективен механизъм за контрол на числеността на популацията в зависимост от наличните хранителни ресурси, т.е. ако в дадения период няма достатъчно храна, малките могат да не оцелеят или ако оцелеят, биха увеличили конкуренцията в местната популация за същата храна. Малките се излюпват покрити с бял пух и отворени очи, майката лежи почти непрекъснато над тях и ги топли и защитава през първите 7-8 дни, като през следващите 7-8 дни започва да напуска по малко гнездото, а след 15-16 дневна възраст вече не е нужно да ги топли. След този момент и двамата родители се заемат с изхранването на малките. Отначало майката къса парченца от плячката и ги подава на нивото на човката, като малките се хранят спокойно и ритмично. След около месец малките напускат гнездото и родителите им ги хранят в продължение на още един месец. Младите птици са оцветени като женските. Гнездят веднъж годишно.

## Допълнителни сведения
В сравнение с повечето от видовете грабливи птици не е силно застрашен от изчезване, но въпреки всичко в последните години се наблюдава спад в числеността му в България и не е обявен за защитен вид.
В късно-плиоценското палеонтологично находище край гр. Вършец отпреди 2,25 млн. години са открити костни останки, отнесени от палеоорнитолога проф. Златозар Боев към нов неизвестен на науката вид (Falco bakalovi) (керкенез на Бакалов) - вероятен предледников предшественик на съвременниата черношипа ветрушка (керкенез). Видът е наречен в чест на проф. Петър Бакалов - първият български професор по палеонтология на гръбначните животни..